# Liste der Bodendenkmäler in Neunkirchen am Sand
Auf dieser Seite sind die Bodendenkmäler in der mittelfränkischen Gemeinde Neunkirchen am Sand zusammengestellt. Diese Tabelle ist eine Teilliste der Liste der Bodendenkmäler in Bayern. Grundlage ist die Bayerische Denkmalliste, die auf Basis des Bayerischen Denkmalschutzgesetzes vom 1. Oktober 1973 erstmals erstellt wurde und seither durch das Bayerische Landesamt für Denkmalpflege geführt wird. Die folgenden Angaben ersetzen nicht die rechtsverbindliche Auskunft der Denkmalschutzbehörde.

Mit dem Stand vom 11. August 2018 sind 26 Bodendenkmäler von Neunkirchen am Sand in der Bayerischen Denkmalliste eingetragen.

## Hinweise zu den Angaben in der Tabelle
- Spalte Name, Bezeichnung: Bezeichnung des denkmalgeschützten Objektes
- Spalte Ortsteil: Ortsteil, in dem sich das denkmalgeschützte Objekt befindet
- Spalte  Koordinaten: Geografischer Standort
- Spalte Denkmalnummer: Offizielle Denkmalnummer des Bayerischen Landesamts für Denkmalpflege
- Spalte Zeitstellung: Besondere Daten, so weit bekannt oder ableitbar, teilweise auch Datum der Ersterwähnung der Liegenschaft
- Spalte Denkmalumfang, Bemerkung: Nähere Erläuterungen über den Denkmalstatus, den Umfang der Liegenschaft und ihre Besonderheiten

Bis auf die Spalte Bild sind alle Spalten sortierbar.

## Liste der Bodendenkmäler
| Name, Bezeichnung | Ortsteil            | Koordinaten                        | Denkmalnummer | Zeitstellung | Denkmalumfang, Bemerkung                                                        | Bild |
| --- | ------------------- | ---------------------------------- | ------------- | ------------ | ------------------------------------------------------------------------------- | ---- |
| Siedlung der Urnenfelderzeit | Neunkirchen am Sand | 49° 32′ 4,22″ N, 11° 18′ 57,78″ O  | D-5-6433-0130 |              | Unter der ehemaligen Mülldeponie                                                |      |
| Siedlung der frühen Latènezeit | Speikern            | 49° 31′ 13,31″ N, 11° 19′ 47,78″ O | D-5-6433-0142 |              | Im Gewerbegebiet Bräunleinsberg                                                 |      |
| Siedlung vorgeschichtlicher Zeitstellung | Speikern            | 49° 31′ 17,87″ N, 11° 19′ 46,31″ O | D-5-6433-0143 |              |                                                                                 |      |
| Freilandstation des Mesolithikums | Speikern            | 49° 31′ 14,07″ N, 11° 19′ 51,48″ O | D-5-6433-0149 |              | Im Gewerbegebiet Bräunleinsberg                                                 |      |
| Mittelalterliche und frühneuzeitliche Befunde im Bereich der katholischen Pfarrkirche St. Maria                                                | Neunkirchen am Sand | 49° 31′ 33,02″ N, 11° 19′ 9,34″ O  | D-5-6433-0232 |              | Kirche St. Maria                                                                |      |
| Grabhügel vorgeschichtlicher Zeitstellung | Kersbach            | 49° 32′ 9,68″ N, 11° 21′ 7,69″ O   | D-5-6434-0050 |              | In der Waldflur Eichholz                                                        |      |
| Grabhügel vorgeschichtlicher Zeitstellung | Kersbach            | 49° 31′ 56,37″ N, 11° 22′ 6,11″ O  | D-5-6434-0051 |              | In der Waldflur Vordere Röd                                                     |      |
| Abschnittsbefestigung vor- und frühgeschichtlicher Zeitstellung                                                                                | Kersbach            | 49° 32′ 0,91″ N, 11° 22′ 2,82″ O   | D-5-6434-0052 |              | Abschnittsbefestigung Hintere Röd                                               |      |
| Grabenanlage vor- und frühgeschichtlicher Zeitstellung                                                                                         | Kersbach            | 49° 32′ 36,82″ N, 11° 22′ 22,84″ O | D-5-6434-0053 |              | Am Glatzenstein                                                                 |      |
| Siedlung vorgeschichtlicher Zeitstellung | Kersbach            | 49° 32′ 39,3″ N, 11° 21′ 45,93″ O  | D-5-6434-0057 |              | Am nördlichen Ortsrand von Kersbach                                             |      |
| Freilandstation des Mesolithikums | Kersbach            | 49° 32′ 24,03″ N, 11° 20′ 58,26″ O | D-5-6434-0058 |              | Am Sportplatz Kersbach/Rollhofen                                                |      |
| Höhlenstation der Bronze-, Urnenfelder-, Späthallstatt- und Frühlatènezeit                                                                     | Kersbach            | 49° 32′ 39,12″ N, 11° 22′ 22,41″ O | D-5-6434-0059 |              | Mittlere Glatzensteinhöhle (D 2b)                                               |      |
| Freilandstation des Mesolithikums, Siedlung des Neolithikums                                                                                   | Rollhofen           | 49° 32′ 14,57″ N, 11° 20′ 3,53″ O  | D-5-6434-0060 |              |                                                                                 |      |
| Freilandstation des Mesolithikums, Siedlung der Schnurkeramik und der Urnenfelderzeit, Grabhügel und Brandgräber der Hallstatt- und Latènezeit | Speikern/Ottensoos  | 49° 31′ 13,1″ N, 11° 20′ 41,23″ O  | D-5-6434-0064 |              | Südlich von Speikern. Gemeindegrenze zu Ottensoos überschreitendes Bodendenkmal |      |
| Grabhügel der Hallstattzeit, Körpergräber der frühen Latènezeit, Siedlung der Spätbronze-, Urnenfelder- und Latènezeit                         | Speikern            | 49° 32′ 10,61″ N, 11° 20′ 26,04″ O | D-5-6434-0065 |              | Im Bereich der Bauschuttdeponie Speikern/Rollhofen                              |      |
| Grabhügel vorgeschichtlicher Zeitstellung | Speikern            | 49° 31′ 17,26″ N, 11° 20′ 55,9″ O  | D-5-6434-0066 |              |                                                                                 |      |
| Grabhügel der Hallstattzeit und Gräber der frühen Latènezeit                                                                                   | Kersbach            | 49° 32′ 8,11″ N, 11° 21′ 1,72″ O   | D-5-6434-0067 |              | In der Waldflur Eichholz                                                        |      |
| Freilandstation des Mesolithikums, Siedlung des Neolithikums, der Bronze- und Urnenfelderzeit                                                  | Speikern            | 49° 31′ 22,23″ N, 11° 20′ 16,94″ O | D-5-6434-0068 |              | Im Industriegebiet Speikern                                                     |      |
| Siedlung der Urnenfelderzeit | Speikern            | 49° 31′ 20,97″ N, 11° 21′ 2,09″ O  | D-5-6434-0069 |              |                                                                                 |      |
| Siedlung der Urnenfelderzeit | Speikern            | 49° 31′ 23,49″ N, 11° 21′ 13,45″ O | D-5-6434-0070 |              |                                                                                 |      |
| Freilandstation des Mesolithikums und Siedlung vorgeschichtlicher Zeitstellung                                                                 | Speikern            | 49° 31′ 29,07″ N, 11° 20′ 23,06″ O | D-5-6434-0074 |              | Im Bereich der Hersbrucker Straße in Speikern                                   |      |
| Siedlung vorgeschichtlicher Zeitstellung | Speikern            | 49° 31′ 18,94″ N, 11° 20′ 2,25″ O  | D-5-6434-0075 |              |                                                                                 |      |
| Siedlung vorgeschichtlicher Zeitstellung | Speikern            | 49° 32′ 13,99″ N, 11° 20′ 47,03″ O | D-5-6434-0076 |              |                                                                                 |      |
| Gräber der Bronzezeit | Rollhofen           | 49° 32′ 39,08″ N, 11° 20′ 3,05″ O  | D-5-6434-0153 |              | Im Industriegebiet Rollhofen                                                    |      |
| Freilandstation der Steinzeit | Speikern            | 49° 31′ 15,52″ N, 11° 20′ 10,68″ O | D-5-6434-0161 |              | Im Gewerbegebiet Bräunleinsberg                                                 |      |
| Mittelalterliche und frühneuzeitliche Befunde im Bereich der katholischen Pfarrkirche St. Helena                                               | Kersbach            | 49° 32′ 29,8″ N, 11° 21′ 39,05″ O  | D-5-6434-0234 |              | Kirche St. Helena                                                               |      |